# Дан Петреску
Даниел Василие Петреску (рум. Daniel Vasile Petrescu; 22. децембар 1967, Букурешт), краће Дан Петреску, је бивши румунски фудбалер, који је играо на позицији бека и крила, а тренутно је тренер Клужа.

## Клупска каријера
Петреску је поникао у омладинској школи Стеауе, где је и почео сениорску каријеру 1986. године. Са Стеауом је 3 пута био шампион Румуније, а у сезони 1987/88. је стигао до полуфинала Купа шампиона, док је следеће сезоне стигао до финала. Године 1991. прелази у Фођу, клубу који је тада изборио пласман у Серију А, а након 2 гпдине касније прелази у Ђенову.
Након добрих игара на Светском првенству 1994, прелази у Шефилд венздеј. У клубу је провео једну сезону, а затим одлази у Челси, где се задржао 5 година. У клубу је провео једну сезону, а затим одлази у Челси, где се задржао 5 година. Са Челсијем је освојио ФА куп сезоне 1996/97, Лига куп 1997/98, као и Куп победника купова 1997/98. и Суперкуп Европе 1998. Након што се посвађао са тренером Челсија Ђанлуком Вијалијем, након пораза од Манчестер јунајтеда 24. априла 2000. године више није наступао за Челси, иако је у тој утакмици постигао гол. Након Челсија игра у Бредфорд Ситију, а затим у Саутемптону, након чега се 2002. године враћа у Румунију и игра за Национал Букурешт једну сезону.

## Репрезентативна каријера
Петреску је за репрезентацију Румуније дебитовао у пријатељској утакмици против Италије 29. марта 1989. За Румунију је играо на 2 Светска првенства: 1994. и 1998, као и 2 Европска првенства: 1996. и 2000. На Светском првенству 1994. је постигао једини гол у победи над САД у групној фази, да би касније Румунија испала у четвртфинала од Шведске након извођења једанаестераца, са којих он и Белодедић нису постигли гол. На Светском првенству 1998. је постигао гол против Енглеске, који је одвео Румунију у осмину финала, где је испала од Хрватске, док је на Европском првенству 2000. стигао до четвртфинала. За Румунију је одиграо 95 утакмица и постигао 12 голова.

## Тренерска каријера
Након пензионисања 2003. године, Петреску је започео тренерску каријеру у Спортул Студенцеск. Године 2006. је постао тренер Унирее Урзичени, клуба који се тада пласирао у Прву лигу Румуније. Са Униреом бележи добре резултате, Униреа долази до финала Купа у сезони 2007/08, где губи од Клужа, па наредне сезоне наступа у Купу УЕФА. Исте сезоне са Униреом постаје шампион Румуније, па наредне сезоне, 2009/10, учествује у Лиги шампиона, у којој са Униреом бележи две победе над Ренџерсом и Севиљом. Групну фазу завршава на трећем месту и тако наставља наступ у Лиги Европе, где испада од Ливерпула у шеснаестини финала такмичења. Након Унирее Петреску одлази у Русију и постаје тренер Кубања из Краснодара. Са Кубањом у првој сезони успева да се пласира у Премијер лигу.
Године 2015. постаје тренер кинеског Ђиангсуа, са којим сезоне 2015/16. осваја Куп Кине. Јуна 2017. постаје тренер Клужа, са којим прве сезоне осваја Прву лигу Румуније, да би поново отишао у Кину у Гуејџоу. Након непуне сезоне, враћа се у Клуж марта 2019, и осваја још две титуле првака Румуније сезоне 2019/20. и 2020/21.

## Трофеји

### Играчка каријера
Стеауа
- Прва лига Румуније: 1985/86, 1987/88, 1988/89
- Куп Румуније: 1988/89

Челси
- ФА куп: 1996/97
- Лига куп: 1997/98
- Куп победника купова: 1997/98
- УЕФА суперкуп: 1998

### Тренерска каријера
Униреа Урзичени
- Прва лига Румуније: 2008/09

Таргу Муреш
- Суперкуп Румуније: 2015

Ђиангсу
- Куп Кине: 2015

Клуж
- Прва лига Румуније: 2017/18, 2018/19, 2019/20

Индивидуални
- Тренер године у Румунији: 2008, 2009, 2011, 2019